# مكتبة برنسايد

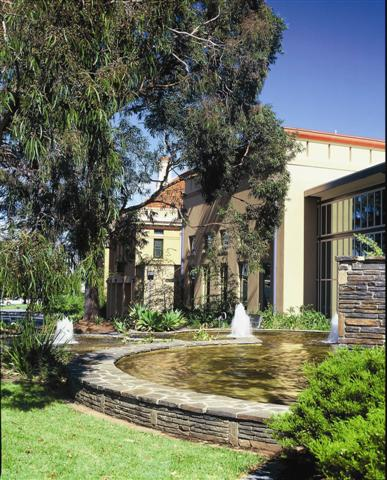
مكتبة برنسايد

مكتبة برنسايد تقع على زاوية غرينهيل وبورتراش الطرق وجزء من مركز برنسايد سيفيك. كانت مكتبة واحدة من أولى المكتبات العامة في جنوب أستراليا، وفتح أبوابه للجمهور يوم 8 أبريل 1961. 